# Melanargia teneates
Melanargia teneates — вид дневных бабочек из семейства бархатниц.

## Этимология
Teneates (вероятно, от греческого taenea, taenia — полоска, ободок, кайма) — «окаймленная».

## Описание
Длина переднего крыла от самцов 24-28 мм, у самок 25-30 мм. Крылья на верхней стороне белые или слегка кремовые, с затемненными краями. Переднее крыло несет широкую чёрную прикраевую полосу с неясными белыми пятнами. В ячейке М1-М2 крыла имеется яркое удлиненное пятно белого цвета, на фоне которого располагается мелкое глазчатое пятнышко. Также ещё два мелких белых пятна располагаются у костального края крыла. Центральная ячейка белого цвета с небольшим затемнением у самого корня крыла. Заднее крыло с широкой черной полосой с рядом мелких белых пятен у края и глазчатыми пятнами на всех ячейках, кроме М2-М3. Нижняя сторона заднего крыла желтоватая, с чёрной четко выраженной линией по краю и зигзагообразной линией, образованной из V-образных фрагментов и пятью светлыми глазчатыми пятнами на фоне серых полей.

## Ареал
Иран, Талышские горы, западные части хребта Эльбурс (Гилан). Бабочки населяет поляны и опушки с густой травянистой растительностью у верхней границы леса, на высотах от 1000 до 1500 метров над уровнем моря.

## Биология
Развивается в одном поколении за год. Время лёта бабочек длится с мая по июль. Зимует на стадии гусеницы. Кормовые растения гусениц — различные злаки.